# Valeriana apula
Espèce
Classification phylogénétique
La Valériane à feuilles de globulaire (Valeriana apula) est une petite plante herbacée vivace, endémique des Pyrénées et des monts Cantabriques, appartenant au genre Valeriana.

## Habitat et répartition
Fissures et éboulis, de roches essentiellement calcaires,.